# 日向泉
日向 泉（ひなた いずみ、1990年4月9日 - ）は、日本の元グラビアアイドル。福島県出身。元ぱれっと所属。

## 来歴
2010年3月、映画『ローカルボーイズ！』に出演。
2010年春『ミスマガジン2010』にエントリーしベスト16に入り、同年7月25日に赤坂サカスで行われたお披露目イベントで、読者特別賞を受賞したことが発表された。なお、東北地方出身者がミスマガジンのベスト16に入った事例は、日向以降は2024年の宮嶋くるみ（日向と同じ福島県出身）まで14年間出なかった。
2010年8月、DVD「ミスマガジン 2010 日向泉」をリリース。以後グラビアアイドルとしてイメージDVDを6作発表していたが、2013年1月、蒼井葉月に改名したことが準レギュラー番組HPで公開される。その後、葉月に改名したが、程なくして表舞台から姿を消している。

## 人物
- 常盤木学園高等学校卒業[9]。高校時代はソフトテニスの全国大会で2回優勝している[1]。
- 実家は福島原子力発電所から5km圏内でなので家族は避難生活をしている[10]。
- チャームポイントは唇と眉毛[1]。

## 作品

### イメージDVD
- ミスマガジン2010 日向 泉（2010年8月25日、バップ）[7]
- Sunny Day（2011年1月28日、竹書房）
- やわ肌エトセトラ（2011年7月20日、ラインコミュニケーションズ）
- Memories（2011年11月23日、イーネット・フロンティア）
- やわ肌アドレッセンス（2012年3月20日、ラインコミュニケーションズ）
- Hina delusion（2012年6月22日、イーネット・フロンティア）
- やわ肌ファンタジア（2012年11月20日、ラインコミュニケーションズ）

### デジタル写真+ムービー作品集
- 「CHANGE／日向泉」（2012年3月12日、石川信介撮影、ファンプラス・GザテレビジョンPLUS配信）

## 出演

### テレビ番組
- ゲーマーズTV 夜遊び三姉妹 〜今夜も上上下下左右左右BA〜（2011年3月- 日本テレビ）
- ハシゴマン（2012年5月17日、TOKYO MX）-王子編ハシゴガール（ゲスト）。渡部建（アンジャッシュ）、光浦靖子と共演。
- TOKYO BRANDNEW GIRLS（2012年10月18日-テレビ東京））：
- アイドル☆ピット　シーズン3(2013年10月1日-、エンタメ〜テレシネドラバラエティ)

### テレビドラマ
- 熱いぞ!猫ヶ谷!!（2010年10月- 名古屋テレビ放送）
- 影武者 徳川家康（2014年1月2日、テレビ東京） - お万の方 役

### 映画
- ローカルボーイズ!（2010年）
- シュアリー・サムデイ（2010年）